# Тунеядство
Тунея́дство (от церк.-слав. туне «даром, без платы; напрасно; без причины» + ясти «есть, питаться») в нетерминологическом значении — «безделье», «жизнь за счёт чужого труда, на чужой счёт», «паразитическое существование за счёт общества». Является одной из форм социального паразитизма.
В законодательстве СССР в 1961−1991 годах — состав преступления, заключавшегося в «длительном проживании совершеннолетнего трудоспособного лица на нетрудовые доходы с уклонением от общественно полезного труда».

## Этимология
Существительное «тунеядство» церковнославянского происхождения; это сложное слово, образованное слиянием устаревшего ныне наречия туне (означающего «даром, бесплатно, безвозмездно») с глаголом ясти (означающего «есть, питаться»). Аналогично устроено исконное существительное дармое́д.

## История

### В царской России
В Российской империи слово «тунеядец» употреблялось в некоторых законодательных актах, но тунеядство само по себе не считалось тяжким нарушением закона. Петровская «Табель о рангах», определяя место в иерархии государственной службы, в некоторой степени давала возможность выдвинуться талантливым людям из низших сословий, «… дабы тем охоту подать к службе и оным честь, а не нахалам и тунеядцам получать», — гласила одна из описательных статей закона. С екатерининских времён «ленивцев» (так тогда именовали тех, кого в советское время стали называть «тунеядцами») стали лишать свободы в так называемых «работных домах», представлявших собой тюрьмы, где заключённые производили ту или иную продукцию и товары народного потребления. Российская тюрьма «Матросская тишина» в царские времена была «домом для буйных ленивцев».
В досоветские времена в понятие тунеядства не вкладывалось никакого особого социально значимого контекста. Бездельник, если только его не словили полицейские или жандармы, жил за счёт своих близких, общественной моралью это не одобрялось, и не более того. И только в советские времена под термины «безделье», «тунеядство» и «паразитирование» записали практически всех, кто не был занят на производстве.
В целом, резко критическое отношение к так называемому «социальному паразитизму» характерно для социалистов, начиная с XIX века. Французский текст гимна социалистов «Интернационал» (1875) содержит эту идею, заострённую в русском переводе Аркадия Коца (в 1917−44 — советский гимн):
Лишь мы, работники всемирной

Великой армии труда,

Владеть землёй имеем право,

Но паразиты — никогда!
В оригинале Эжена Потье:
| Ouvriers, paysans, nous sommes Le grand parti des travailleurs: La terre n’appartient qu’aux hommes L’oisif ira loger ailleurs. | Мы, рабочие, крестьяне — Великая партия трудящихся. Земля принадлежит только людям, Бездельник пойдёт жить в другое место. |

### Борьба с тунеядством в СССР
Вскоре после взятия власти в крупных городах России большевики занялись проведением экономических преобразований, сводившихся к конфискации имеющегося в наличии у зажиточного населения имущества и мобилизации людских ресурсов в целях скорейшего построения социализма.
В своей статье «Как организовать соревнование?» (декабрь 1917 — январь 1918) Ленин говорит о необходимости применения суровых мер по отношению к классово чуждым сознательному пролетариату элементам, которые, по мнению Ленина, нуждались в разных формах перевоспитания:

Тысячи форм и способов практического учёта и контроля за богатыми, жуликами и тунеядцами должны быть выработаны и испытаны на практике самими коммунами, мелкими ячейками в деревне и в городе. Разнообразие здесь есть ручательство жизненности, порука успеха в достижении общей единой цели: очистки земли российской от всяких вредных насекомых, от блох — жуликов, от клопов — богатых и прочее и прочее.
В одном месте посадят в тюрьму десяток богачей, дюжину жуликов, полдюжины рабочих, отлынивающих от работы…
В другом — поставят их чистить сортиры.
В третьем — снабдят их, по отбытии карцера, жёлтыми билетами, чтобы весь народ до их исправления надзирал за ними, как за вредными людьми.
В четвёртом — расстреляют на месте, одного из десяти, виновных в тунеядстве.
В пятом — придумают комбинации разных средств и путём, например, условного освобождения добьются быстрого исправления исправимых элементов из богачей, буржуазных интеллигентов, жуликов и хулиганов. Чем разнообразнее, тем лучше, тем богаче будет общий опыт, тем вернее и быстрее будет успех социализма, тем легче практика выработает — ибо только практика может выработать — наилучшие приёмы и средства борьбы.
— В. И. Ленин, ПСС, т. 35, с. 204
Конституция РСФСР 1918 года была принята V Всероссийским съездом Советов на заседании 10 июля 1918 года и была опубликована в «Собрании Узаконений РСФСР». Основные принципы, лёгшие в основу Конституции РСФСР 1918 года (как и Конституции СССР 1924 года), были изложены в «Декларации прав трудящегося и эксплуатируемого народа». Лица, жившие на нетрудовые доходы или использовавшие наемный труд, были лишены политических прав.
Право на труд в СССР закреплялось в статье 118 Конституции СССР 1936 года, статье 40 Конституции СССР 1977 года. Каждому гражданину СССР гарантировалось трудоустройство:
«…то есть право на получение гарантированной работы с оплатой труда в соответствии с его количеством и качеством и не ниже установленного государством минимального размера, — включая право на выбор профессии, рода занятий и работы в соответствии с призванием, способностями, профессиональной подготовкой, образованием и с учётом общественных потребностей».
12-я статья Конституции СССР 1936 года также гласила: «Труд в СССР является обязанностью и делом чести каждого способного к труду гражданина по принципу: „кто не работает, тот не ест“».
В 1951 году вышли Постановление Совета министров СССР от 19 июля 1951 года «О мерах по ликвидации нищенства в Москве и Московской области и усилению борьбы с антиобщественными, паразитическими элементами» и неопубликованный Указ Верховного Совета СССР от 23 июля 1951 года «О мерах борьбы с антиобщественными, паразитическими элементами». Осуждали по этому Указу неохотно — из более чем 150 тысяч человек, занимавшихся нищенством в РСФСР, в 1952—1954 годы осудили менее 1 % (1 339 человек). В 1955 году в РСФСР органы МВД задержали 92 тысячи бродяг, в 1956 году только нищих зарегистрировали 89 254 человек.
4 мая 1961 года на основании ст. 12 Конституции Президиум Верховного Совета РСФСР принял указ «Об усилении борьбы с лицами (бездельниками, тунеядцами, паразитами), уклоняющимися от общественно-полезного труда и ведущими антиобщественный паразитический образ жизни». Он гласил:

Установить, что совершеннолетние, трудоспособные граждане, не желающие выполнять важнейшую конституционную обязанность — честно трудиться по своим способностям, уклоняющиеся от общественно полезного труда, извлекающие нетрудовые доходы от эксплуатации земельных участков, автомашин, жилой площади или совершающие иные антиобщественные поступки, позволяющие им вести паразитический образ жизни, подвергаются по постановлению районного (городского) народного суда выселению в специально отведенные местности на срок от двух до пяти лет с конфискацией имущества, нажитого нетрудовым путём, и обязательным привлечением к труду по месту поселения. Этим же мерам воздействия, назначаемым как по постановлению районного (городского) народного суда, так и по общественному приговору, вынесенному коллективами трудящихся по предприятиям, цехам, учреждениям, организациям, колхозам и колхозным бригадам, подвергаются также лица, устраивающиеся на работу на предприятия, в государственные и общественные учреждения или состоящие членами колхозов лишь для видимости, которые, пользуясь льготами и преимуществами рабочих, колхозников и служащих, в действительности подрывают дисциплину труда, занимаются частнопредпринимательской деятельностью, живут на средства, добытые нетрудовым путём, или совершают иные антиобщественные поступки, позволяющие им вести паразитический образ жизни. Постановление районного (городского) народного суда или общественный приговор о выселении выносятся после того, когда лицо, ведущее паразитический образ жизни, несмотря на предупреждение общественных организаций или государственных органов, в установленный ими срок не встало на путь честной трудовой жизни.
— Е. Жирнов. Внушить полезный страх
К середине 1964 года по этому указу было сослано 37 тысяч человек. При этом, в частности, тунеядцами признавались и ссылались инженер-технолог, который прекратил работу, оборудовал кролиководческую ферму и стал жить за счёт приносимых ею доходов; пожарный, который занимался своим земельным участком и торговал на рынке овощами и фруктами. Иногда суды принимали решения о выселении нетрудоспособных.
Указом Президиума ВС РСФСР от 07.08.1975 этот Указ был признан утратившим силу, так же, как и все указы, принятые в обеспечение действия первого указа.
Статьёй 209 УК РСФСР устанавливалась ответственность за три разные формы т. н. паразитического существования, образующие самостоятельные составы преступления, — занятие «бродяжничеством, попрошайничеством, ведение иного паразитического образа жизни». Под понятие иного паразитического образа жизни, ведущегося в течение длительного времени подпадали те случаи, когда «лицо уклоняется от общественно полезного труда и проживает на нетрудовые доходы более четырёх месяцев подряд или в общей сложности в течение года и в этой связи ему сделано официальное предостережение о недопустимости такого образа жизни».

Систематическое занятие бродяжничеством или попрошайничеством, продолжаемое после повторного предупреждения, сделанного административными органами, — наказывается лишением свободы на срок до двух лет или исправительными работами на срок от шести месяцев до одного года.
— Статья 209 УК РСФСР. Систематическое занятие бродяжничеством или попрошайничеством.
При этом под «общественно полезным трудом» понимался лишь труд в санкционированной государством форме. Самодеятельный и другой труд разрешался только в свободное от «общественно полезного труда» время, иначе он приравнивался к тунеядству. Учёба в государственном учебном заведении считалась достаточным эквивалентом «общественно полезного труда».
Однако в соответствии со статьёй 9 Конституции СССР 1936 года и статьёй 17 Конституции СССР 1977 года, всё же допускалась регулируемая государством индивидуальная трудовая деятельность в сфере кустарно-ремесленных промыслов, сельского хозяйства, бытового обслуживания населения, а также другие виды деятельности, основанные исключительно на личном труде граждан и членов их семей.
Хрестоматийный пример: в трудовой книжке у человека всего две записи — принят на работу, уволен в связи с уходом на пенсию. Сколько уже раз кочевала из очерка в очерк эта нехитрая ситуация! Но стала ли она банальной от того, что примелькалась? Нет, не стала.
Усиление «борьбы с тунеядством» при Андропове
В 1982 году с вступлением Юрия Андропова на пост Генерального секретаря ЦК КПСС, борьба с тунеядцами усилилась. Милиция, КГБ, СМЧМ, «народные дружинники» и «комсомольские патрули» в рабочее время регулярно устраивали рейды по местам торговли и отдыха, кинотеатрам, рынкам, магазинам, даже в московском ГУМе. Всех застигнутых там граждан трудоспособного возраста задерживали, уводили в участок, проверяли и сообщали на место работы о прогуле, за выявленный органами прогул с работы могли уволить. Практиковались массовые облавы с задержаниями прямо из многочисленных очередей, а очереди в Советском Союзе стояли буквально за всем, от общественного транспорта до продуктов питания. Меры властей вызвали среди населения тихую панику. В результате, для стояния в каждодневных очередях за продуктами стали отправлять детей и пенсионеров, чтобы взрослых не арестовали. Официально всё это преподносилось советской пропагандой как «победа над торговой мафией» и «победа в борьбе с тунеядством». За эти меры Андропов получил прозвище «Юрий Долгорукий».
Если гражданин нигде официально не работал больше 4 месяцев, то судом по статье 209 УК РСФСР ему присваивался статус «БОРЗ» (аббревиатура от «без определённого рода занятий»). Лицам со статусом «БОРЗ» (или на жаргоне того времени — «борзым») грозили исправительные работы на срок до четырёх лет, в редких случаях даже лишение свободы. Под определённым понималось трудоустройство на предприятие или в учреждение с обязательной отметкой в трудовую книжку, любые варианты оплачиваемой самозанятости рассматривались либо как тунеядство, либо как нетрудовые доходы. Вершиной следования социальному идеалу советской трудовой этики считались две записи в трудовой книжке: об устройстве на работу после окончания учебного заведения и об увольнении с неё в связи с выходом на пенсию. Строки о «двух записях в трудовой книжке» можно встретить повсюду в образцовых трудовых биографиях в газетах и книгах, особенно повествующих о советских «трудовых династиях». Лиц, у которых в трудовой книжке было заполнено хотя бы несколько страниц называли «летунами», в этой связи чересчур частая смена места работы также могла повлечь за собой пристальное внимание правоохранительных органов и уголовную ответственность по указанной статье (Сталин боролся с «летунами» проще. В 1940 году он просто запретил увольняться со службы без разрешения властей под страхом уголовного преследования, так продолжалось 16 лет, пока в 1956 году Хрущёв не отменил эту практику).
В каждом конкретном случае тунеядства суды были обязаны «тщательно проверять, какова продолжительность неучастия в общественно полезном труде лица в отдельные периоды года и чем она была обусловлена».
По обвинению в тунеядстве часто преследовали диссидентов. Их нередко увольняли с работы (или нигде не брали на работу по специальности после отбытия заключения), после чего они были вынуждены срочно устраиваться на неквалифицированную работу (даже если у них были средства к существованию — сбережения, помощь родственников), чтобы их не обвинили в тунеядстве. При этом даже на неквалифицированную работу их брали неохотно.

### Декриминализация тунеядства в Российской Федерации
Борьба с тунеядством велась до принятия в апреле 1991 года закона «О занятости населения», отменившего уголовную ответственность за тунеядство и признавшего безработицу.
В мае 2015 года «Роструд», исполняя поручение Правительства РФ «о снижении нелегальной занятости», предложил ввести «социальный платёж» для трудоспособных категорий россиян, которые не работают, но и не стоят на учёте в центре занятости. По словам заместителя руководителя «Роструда» Михаила Иванкова, платёж будет взиматься со всех граждан, достигших 18-летнего возраста, за исключением официально трудоустроенных, зарегистрированных безработных, студентов, пенсионеров и других льготных категорий. Предложение о возвращении уголовного наказания за тунеядство внесли и депутаты Законодательного собрания Санкт-Петербурга. Журналисты уже окрестили соцплатеж «налогом на бедность».
По состоянию на сентябрь 2015 года, по данным «Росстата», не имели официального трудоустройства 19,4 млн человек (из 76,1 млн человек экономически активного населения России), в том числе 4,0 млн человек безработных и 15,4 млн человек, предположительно занятых в неформальном секторе (в теневой занятости). Кроме того, в этот же период насчитывалось 10,9 млн человек, находящихся в трудоспособном возрасте, но не работающих и не ищущих работу (экономически неактивное население), не включая обучающихся дневной формы. По состоянию на 18.11.2015 г. на бирже труда было официально зарегистрировано только 917 тыс. безработных. По данным, которые приводит «Независимая газета», со ссылкой на слова заместителя председателя Правительства РФ Ольги Голодец, в 2013 году около 38 из 86 млн граждан России трудоспособного возраста (16—54 года для женщин, 16—59 лет для мужчин) не имели официального трудоустройства.
Также здесь следует учесть рабочие места для иностранных трудовых мигрантов. Так, по данным ФМС России, в 2015 году в России поставлено на миграционный учёт по месту пребывания 12,4 млн иностранных мигрантов, из них получили разрешение (патент) на работу только 1,9 млн. По данным Высшей школы экономики, в 2013 году численность иностранных трудовых мигрантов с учётом нелегальных работников составляла около 7 млн человек.
За счёт увеличения производительности труда и повышения пенсионного возраста в России, как предсказывают аналитики, количество «лишних людей» трудоспособного возраста в России возрастёт к 2025 г. ещё на 10 млн человек.
12 мая 2016 года появилась информация, что Минтруд обсуждает возможность введения сбора для официально не работающих трудоспособных лиц, однако разработка законопроекта не ведётся и никаких конкретных решений не принято.
В конце мая 2016 года член Совета Федерации РФ Надежда Болтенко выступила с предложением о введении административной и уголовной ответственности за «тунеядство».
В апреле 2021 года кировские депутаты предложили ввести наказание за сознательный отказ от трудовой деятельности. Эта мера, с их точки зрения, позволила бы пресекать злоупотребления выплатами по безработице.
Согласно ст. 37 действующей Конституции РФ и Трудового кодекса, принудительный труд в России запрещён, а фраза о гарантированном трудоустройстве для всех граждан, присутствовавшая в ст. 40 Конституции СССР 1977 года, отсутствует.

### Борьба с тунеядством в Беларуси
2 апреля 2015 года президентом Республики Беларусь А. Лукашенко был подписан Декрет № 3 «О предупреждении социального иждивенчества», согласно которому установлена обязанность граждан Беларуси, постоянно проживающих в республике иностранных граждан и лиц без гражданства, не участвовавших в финансировании государственных расходов или участвовавших в таком финансировании менее 183 календарных дней в истекшем году, по уплате сбора в размере 20 базовых величин (250 долларов в пересчёте) . В мае парламент страны этот декрет одобрил.
В январе 2017 года вступили в силу изменения в этот декрет, которые признали участвующими в финансировании государственных расходов (не уплачивающих этот сбор) следующие категории неработающих лиц:
- лица, состоящие в списочном составе национальной или сборной команды Беларуси по видам спорта;
- лица, проходящие альтернативную гражданскую службу;
- лица, к которым применяются предусмотренные белорусскими законодательными актами меры по обеспечению безопасности, не позволявшие им участвовать в финансировании государственных расходов;
- лица, воспитывающие ребёнка в возрасте до 7 лет, если этот ребёнок (при условии достижения им возраста 3 лет) не посещает детский сад;
- зарегистрированные безработные (либо лица, проходящие обучение по направлению службы занятости), если они не нарушают обязанностей в области занятости населения;
- лица, находящиеся в трудной жизненной ситуации, которые освобождены от уплаты сбора местными Советами депутатов либо по их поручению местными исполнительными или распорядительными органами.

В начале 2017 года в крупных городах Беларуси прошли массовые несанкционированные протесты против взимания «налога на тунеядство». Налог (примерно 185 $ в год) заплатили лишь около 10 % из около 470 тыс. человек, которым в 2016 году были разосланы извещения об оплате, что «стало неожиданностью для властей». После протестов закон снова направили на доработку, однако полностью он не был отменён. По словам экономистов закон принесёт лишь убытки государству.

## Тунеядство и преступность
Основные условия и направления в создании преступных ситуаций, совершаемых лицами без определённого рода занятий:
- наличие значительного количества свободного времени;
- предрасположенность к получению материальных благ без трудовой деятельности;
- наличие контактов и общения с подобными элементами (то есть такими же лицами, ведущими праздный образ жизни).

## В искусстве
Тема «борьбы с тунеядством» стала основой сюжета новеллы «Напарник» в кинокомедии Леонида Гайдая «Операция «Ы» и другие приключения Шурика». Студенту Шурику (Александр Демьяненко), подрабатывающему летом на стройке, в напарники придан великовозрастный тунеядец и дебошир Федя (Алексей Смирнов), отбывающий исправительные работы (15 суток) за избиение Шурика. Шурик пытается разными способами перевоспитать своего напарника, не желающего работать. Фильм разошёлся на цитаты. В одном из эпизодов Шурик обедает булкой с кефиром. Глядя на это с усмешкой, сытый тунеядец Федя, получив полагающийся ему бесплатный обед из трёх блюд, изрекает свою знаменитую фразу «Кто не работает, тот ест».
В фильме Опекун тунеядец Миша Короедов, вспомнив о своей подруге — официантке Любе, приезжает в южный город. Но Люба не собирается кормить бездельника и определяет его опекуном к старушке.
С 1960 года в журнале «Крокодил» появляется регулярная рубрика «О тех, кто не работает, а ест».